# Desperado (album)

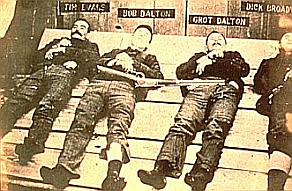
Executie van de Daltons

Desperado is het tweede studioalbum van de Amerikaanse countryrockband de Eagles uit 1973. 

## Inhoud
Het album bevat  veel countrymuziek, maar ook rock en ballads, met meerstemmige zang. Gitarist Bernie Leadon heeft een grote invloed gehad op de country songs. Voor hij bij de Eagles kwam, maakte hij deel uit van de Flying Burrito Brothers, een invloedrijke countryrock band. Leadon heeft twee nummers geschreven voor dit album, Twenty-One en Bitter creek. De meeste liedjes zijn geschreven door drummer Don Henley en gitarist Glenn Frey, soms met Bernie Leadon of bassist Randy Meisner.  
Er zijn twee singles uitgebracht van dit album: het country rock nummer Tequila sunrise en de rocker Outlaw man (geschreven door folkzanger David Blue). De rockballad Desperado is nooit op  single uitgebracht, maar is wel heel bekend geworden.

## Geschiedenis
Glenn Frey wilde voor dit tweede album van de band een conceptalbum maken, ook om te benadrukken dat de Eagles een band was die serieus genomen moest worden. Tijdens jamsessies met Don Henley, Jackson Browne en J.D. Souther, de heren hadden een concert van Tim Hardin bijgewoond, kwam het idee dat het thema antihelden moest zijn. Basis voor het album werd een boek over het Wilde Westen dat Browne voor zijn 21e verjaardag had gekregen. Daarin werden antihelden omschreven als Bill Dalton en Bill Doolin, terug te vinden in de track Doolin-Dalton. Samen met een lied getiteld James Dean was dat het magere resultaat van het eerste idee.  Het kreeg een vervolg in het thema Desperado binnen het Westernidee, maar een conceptalbum werd het niet meer. Bandleden, met name Leadon en Frey zagen overeenkomsten tussen het bandleven en het desperadoleven, maar Frey ontkende dat later: Ze hingen wat rond, rookten hasj en waren bezig met hun Californische droom waar te maken. Het was in zijn ogen meer een statement tegen de muziekindustrie, waaronder de verkoop van Asylum Records door eigenaar David Geffen aan Warner Communications.
Het album liet ook het begin van de overheersing van Frey en Henley zien; ze schreven samen de meeste nummers die volgens eigen zeggen snel uit de pen vloeiden.
Het album werd in een periode van vier weken opgenomen onder de leiding van muziekproducent Glyn Johns; plaats van handeling was de Island Studios in Londen. Johns hield de vinger op de knip; het moest snel en goedkoop, zodat het album uiteindelijk maar 30.000 pond heeft gekost. Er werden per nummer slechts 4 of 5 takes opgenomen; voorstellen om meer op te nemen werden genegeerd.

## Hoes
De platenhoes was weer in handen van Gary Burden en fotograaf Henry Diltz. Zij lieten zich bij de achterzijde inspireren door de gevangenneming van de Daltonbende, waarbij een posse van personen rondom de Eagles toekijken op de Eaglesleden met Browne en Souther. Op de voorkant staan de vier Eaglesleden afgebeeld als desperado’s. Het schieten van de foto’s vond plaats op Paramount Ranch, waar in het verleden wel westernfilms werden opgenomen. De prijs liep danig op, zodat er ook meteen een promotiefilmpje geschoten werd. Frey zag daarin hoe de muziekindustrie werkte en raakte verder teleurgesteld.

## Muzikanten
- Glenn Frey – akoestische en elektrische gitaar, zang, keyboards,mondharmonica
- Bernie Leadon – akoestische en elektrische gitaar, zang,  banjo, mandoline, dobro
- Randy Meisner – basgitaar,zang
- Don Henley – drums, zang, akoestische gitaar

## Tracklist
| Nr. | Titel                                                                | Duur |
| --- | -------------------------------------------------------------------- | ---- |
| 1.  | Doolin Dalton (Don Henley, Glenn Frey, J.D. Souther, Jackson Browne) | 3:26 |
| 2.  | Twenty-one (Bernie Leadon)                                           | 2:11 |
| 3.  | Out of control (Don Henley, Glenn Frey, Tom Nixon)                   | 3:04 |
| 4.  | Tequila Sunrise (Don Henley, Glenn Frey)                             | 2:52 |
| 5.  | Desperado (Don Henley, Glenn Frey)                                   | 3:36 |

| Nr. | Titel                                                                                    | Duur |
| --- | ---------------------------------------------------------------------------------------- | ---- |
| 1.  | Certain kind of fool (Randy Meisner)                                                     | 3:02 |
| 2.  | Doolin-Dalton (instrumentaal) (Don Henley, Glenn Frey, J.D. Souther, Jackson Browne)     | 0:48 |
| 3.  | Outlaw man (David Blue)                                                                  | 3:34 |
| 4.  | Saturday night (Glenn Frey/Don Henley/Bernie Leadon/Randy Meisner)                       | 3:20 |
| 5.  | Bitter creek (Bernie Leadon)                                                             | 5:00 |
| 6.  | Doolin-Dalton/Desperado (reprise) (Don Henley, Glenn Frey, J.D. Souther, Jackson Browne) | 4:50 |

## Ontvangst
Jerry Greenberg, baas van Atlantic Records waaronder Elektra Records en Asylum Records vielen was teleurgesteld in het resultaat; hij vond het een cowboy-album. De ontvangst was navenant. Blad Rolling Stone was positief omdat de liedjes bij elkaar pasten; anderen vonden dat juist niets, ze zagen minder consistentie in het opgenomen materiaal. In de 21e terugkijkend kwamen sommigen met weer een andere mening. Het zou een nieuwe standaard hebben gezet binnen de countryrock.
Het publiek was het eens met de recensenten van het eerste uur. De verkoop kwam traag op gang; het album zou slechts de 41e plaats in de Billboard 200 halen. De verkoop kreeg een steun in de rug toen het derde Eaglesalbum On the Border weer zorgde voor een piek in de verkoop. In 2001 kwam vervolgens een dubbele platinastatus; er waren in de VS twee miljoen exemplaren verkocht. In Nederland verkocht het album wel goed; het stond zes weken genoteerd (hoogste plaats 5) in de Album Top 10. Dat werd mede bereikt doordat het album een Edison kreeg toebedeeld. In de nasleep trad Eagles op in het Concertgebouw, maar dat was volgens Elly de Waard teleurstellend; het leek of de heren alweer genoeg hadden van Desperado, terwijl bij de uitgave van het album de meningen overheersend positief waren.